# 平地賽馬

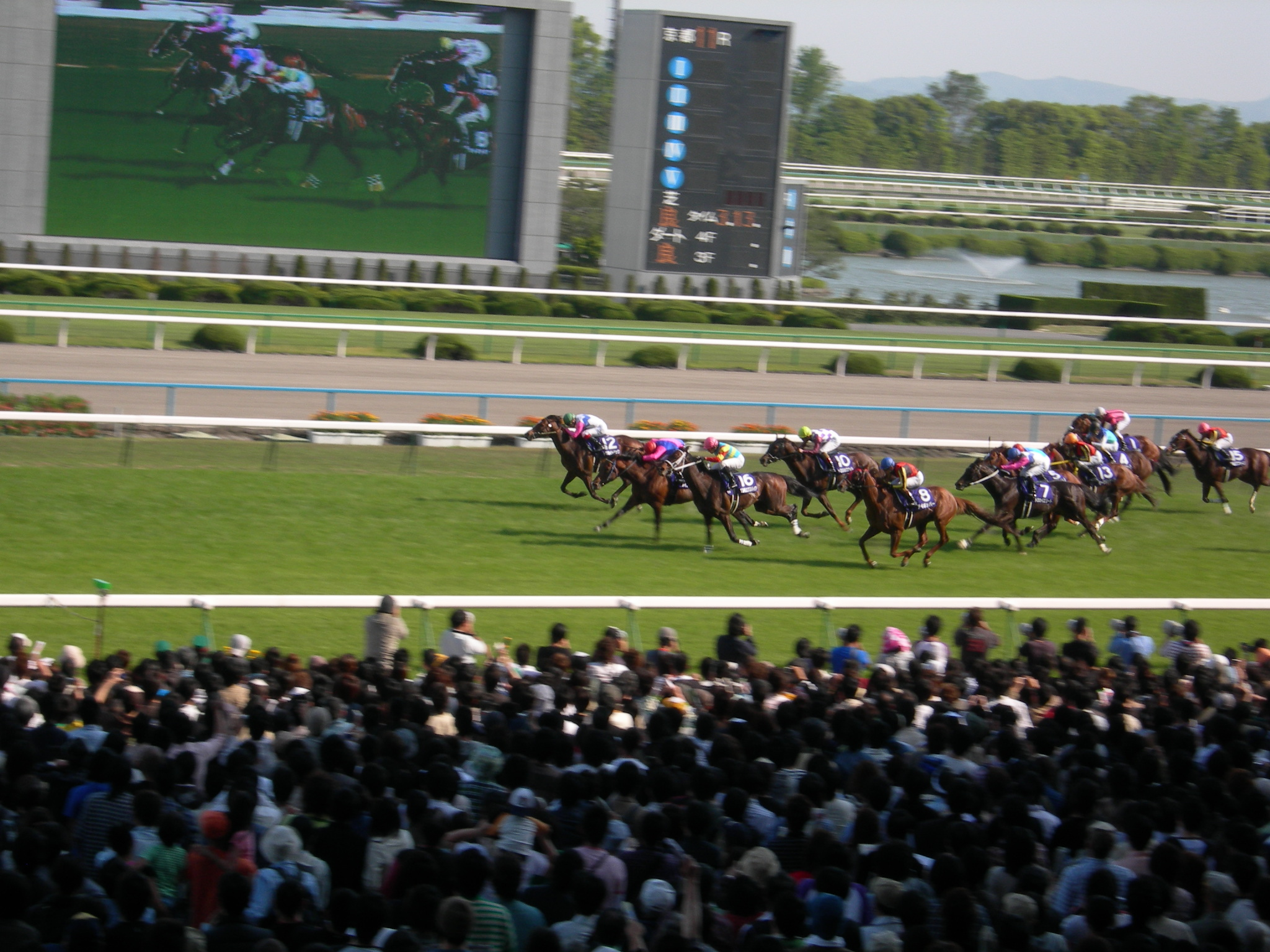
日本春季天皇賞賽事

平地賽馬（英語：Flat racing）是賽馬比賽中最常見的賽事，純粹以速度決勝負，馬匹。平地賽馬在中國的法例規限制下，又稱為速度賽馬。

## 賽事型態
與障礙賽馬不同，沒有任何型式障礙物需要馬匹以跳欄方式跨越，從草地、泥地或膠沙地馬場內角逐。英國有一種名為國家狩獵的平地賽馬，但是統計上以障礙賽為準，平地賽馬通常是指純種馬的比賽。
許多賽馬組織只舉辦平地賽，如香港賽馬會、澳門賽馬會、新加坡賽馬公會、韓國馬事會等並無障礙賽事舉行。